# Gragnague
Gragnague este o comună în departamentul Haute-Garonne din sudul Franței. În 2009 avea o populație de 1.777 de locuitori.

## Evoluția populației
| An        | 1975 | 1982 | 1990 | 1999  | 2006  | 2009  |
| --------- | ---- | ---- | ---- | ----- | ----- | ----- |
| Populație | 596  | 723  | 889  | 1.437 | 1.554 | 1.777 |

## Monumente

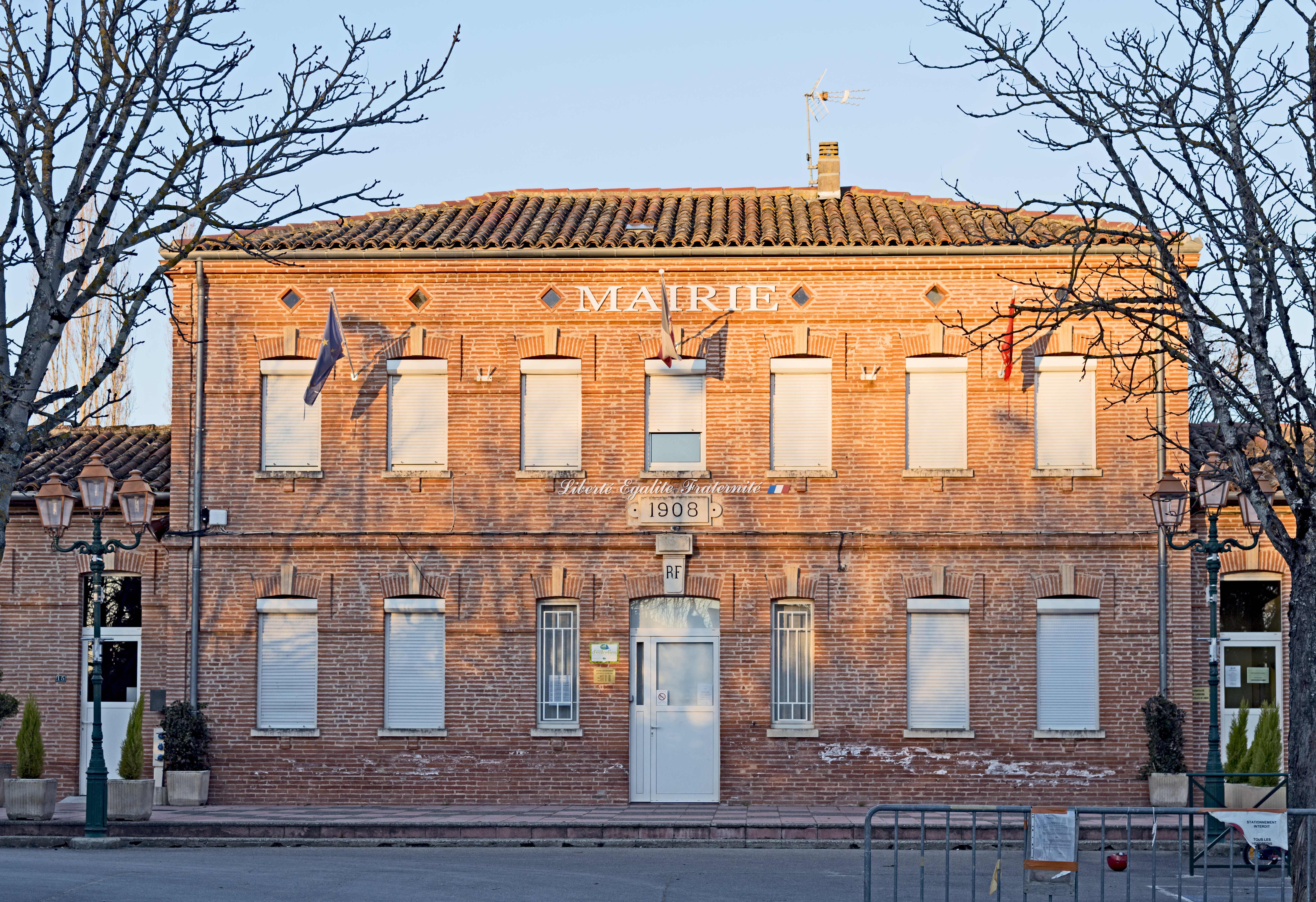
Primărie.
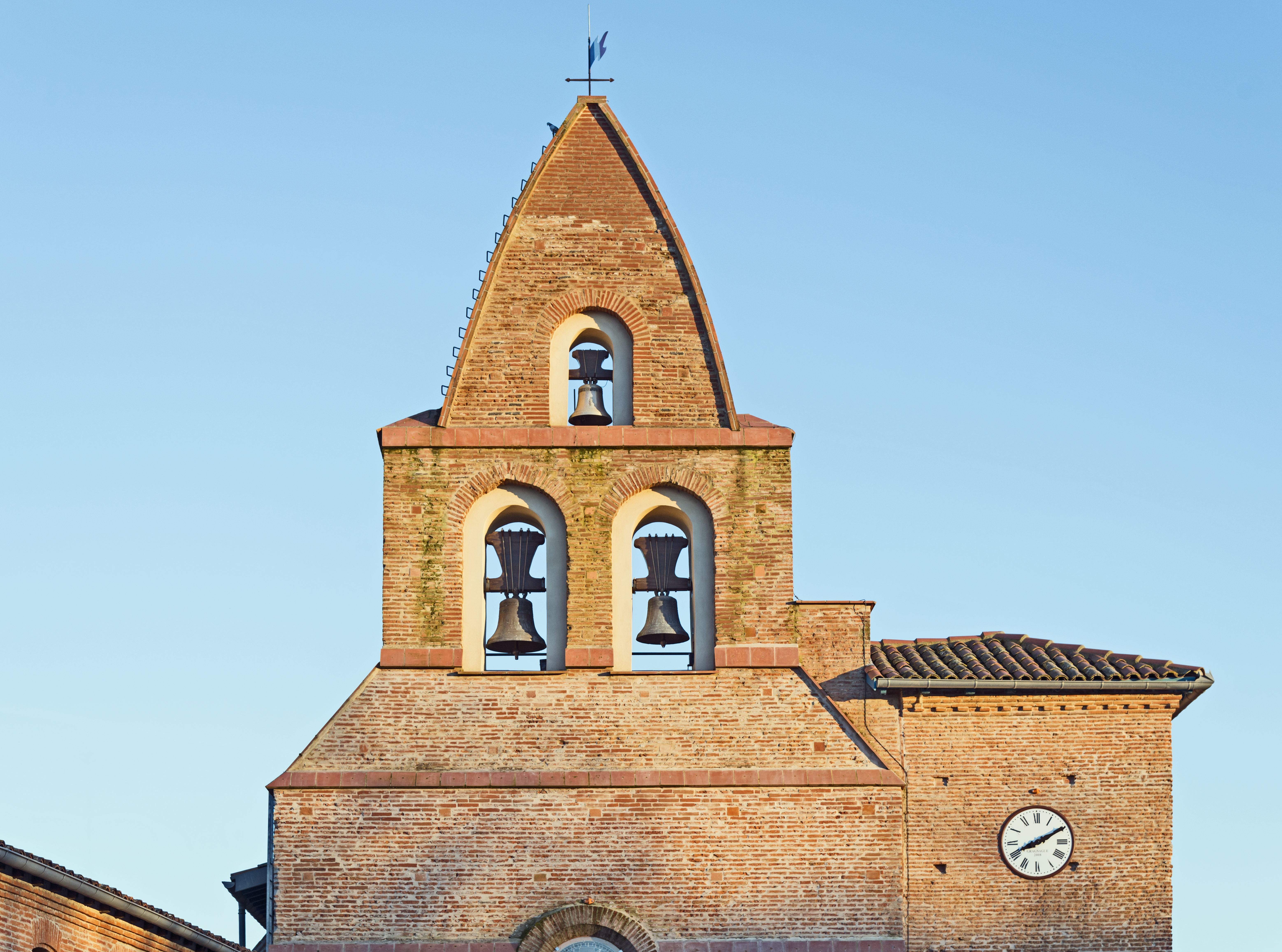
Biserica Sain-Vincent
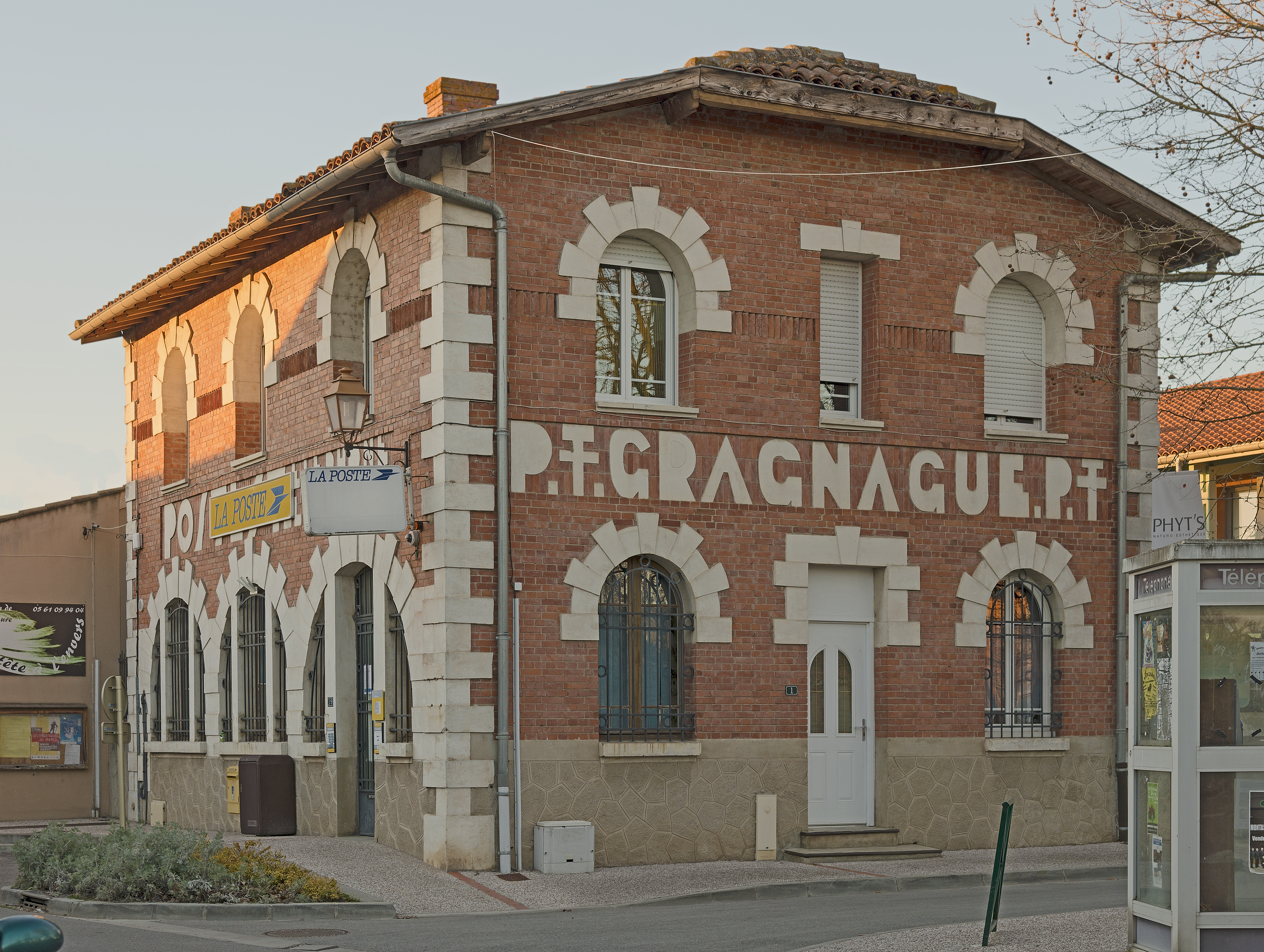
Oficiu poștal.